# Sopna Sury
Sopna Sury (* 3. November 1974) ist eine deutsche Wirtschaftswissenschaftlerin und Managerin. Seit Februar 2021 ist sie Vorständin der Wasserstoffsparte von RWE Generation.

## Studium
Von 1994 bis 1996 hat Sopna Sury eine Ausbildung zur Bankkauffrau bei BHF-Bank AG in Düsseldorf absolviert. Danach studierte sie Wirtschaftswissenschaften an der Universität Witten/Herdecke bis 2001. 1999–2000 nahm sie an einem Studienaufenthalt  am Darla Moore School of Business der University of South Carolina in Columbia (South Carolina) in den USA teil. 2003 kehrte sie an die Universität Witten/Herdecke zurück, wo sie 2005 promovierte.

## Karriere
Ab 2001 arbeitete Sopna Sury bei McKinsey & Company in Düsseldorf. Sie blieb bis 2010, zuletzt als Managerin für die Region Europa-Arabien-Afrika (EMEA). 2011 wechselte sie zu E.ON in Essen und besetzte dort verschiedene Posten bis 2015, darunter die Leitung der Sparte Energielösungen (Director Energy Solutions). Von 2016 bis 2019 hatte sie die Bereichsleitung Energy Services & Infrastructure bei Uniper in Düsseldorf inne und 2019–2021 die Bereichsleitung Strategie und Regulierung bei der RWE Renewables GmbH in Essen. Seit Februar 2021 ist sie Vorständin der neu geschaffenen Wasserstoffsparte von RWE Generation (Chief Operating Officer Hydrogen). In dieser Position ist sie für die Entwicklung und Umsetzung der Wasserstoffstrategie von RWE in Europa verantwortlich. Der Aufsichtsrat hat im Juni 2023 ihr Vertrag als Wasserstoffvorständin um fünf Jahre verlängert.
Seit Mai 2022 ist Sopna Sury Mitglied des Aufsichtsrats von Heidelberg Materials.
Im April 2023 wurde sie zur Vorstandsvorsitzenden des Industrieverbandes Hydrogen Europe gewählt.